# Miami Nights: Singles in the City
Miami Nights: Singles in the City é um jogo de simulação de namoro para o Nintendo DS e telefones celulares.
Outros jogos Miami Nights incluem Miami Nights: Life in the Spotlight para DSiWare (dezembro de 2009 na América do Norte). e Miami Nights 2: The City is Yours para móveis.
O jogo requer que você suba até o sucesso em sua vida, e durante o jogo, você tem varias opções, como até mesmo acabar com sua fama e outros.
Enredo: O jogo se passa em Miami, seu personagem acorda de um sonho, e por ironia, ele vive tudo o que estava em seu sonho, do azar, a sorte.